# Dichte bermzegge
De dichte bermzegge (Carex muricata) is een vaste plant uit de cypergrassenfamilie (Cyperaceae). De plant komt van nature voor in Eurazië. De dichte bermzegge staat op de  Nederlandse Rode Lijst van planten als zeldzaam en stabiel of toegenomen. Het aantal chromosomen is 2n = 56 of 58.
De dichte pollen vormende plant wordt 20-60 cm hoog en heeft driekantige stengels. De bladeren zijn 2-3 mm breed. Het tongetje is zeer klein en vlak gebogen. De onderste scheden zijn bruin en rafelen. De wortels hebben een terpentine-achtige geur.
De dichte bermzegge bloeit in mei en juni met een 2-3 cm lange bloeiwijze, waaraan vier tot zes kleine, eivormige aren zitten. De mannelijke bloemen zitten bovenaan de aar en de vrouwelijke onderaan. Het vruchtbeginsel heeft twee stempels. De schuin rechtopstaande, 3-4,5 mm lange urntjes hebben een korte, tweetandige vruchtsnavel, zijn aan de rand gevleugeld en zwak generfd. Later wordt het urntje bruin. Op het urntje zit een mierenbroodje. Het urntje is een soort schutblaadje dat geheel om de vrucht zit. De kafjes zijn donkerbruin.
De vrucht is een lensvormig, steenrood nootje.
De plant komt voor op droge, matig voedselrijke grond langs de randen van loofbossen en op zandige dijken.

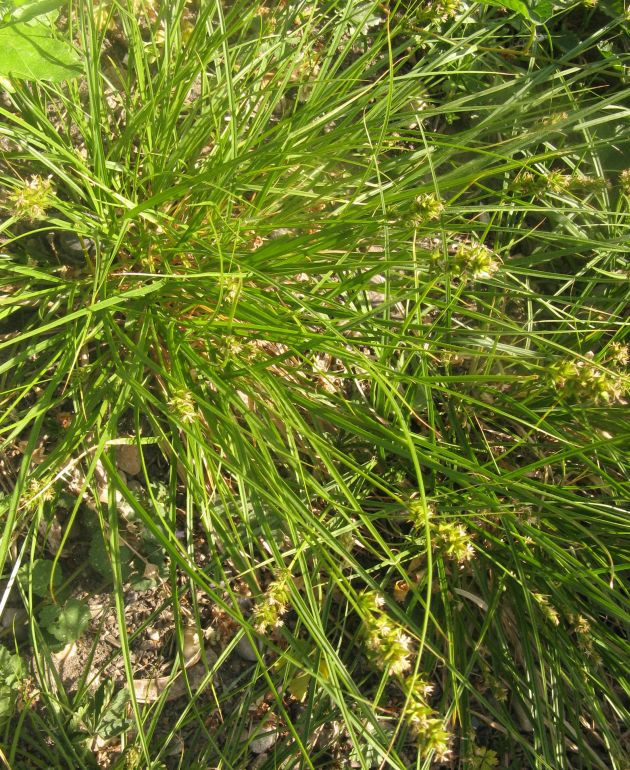
Plant
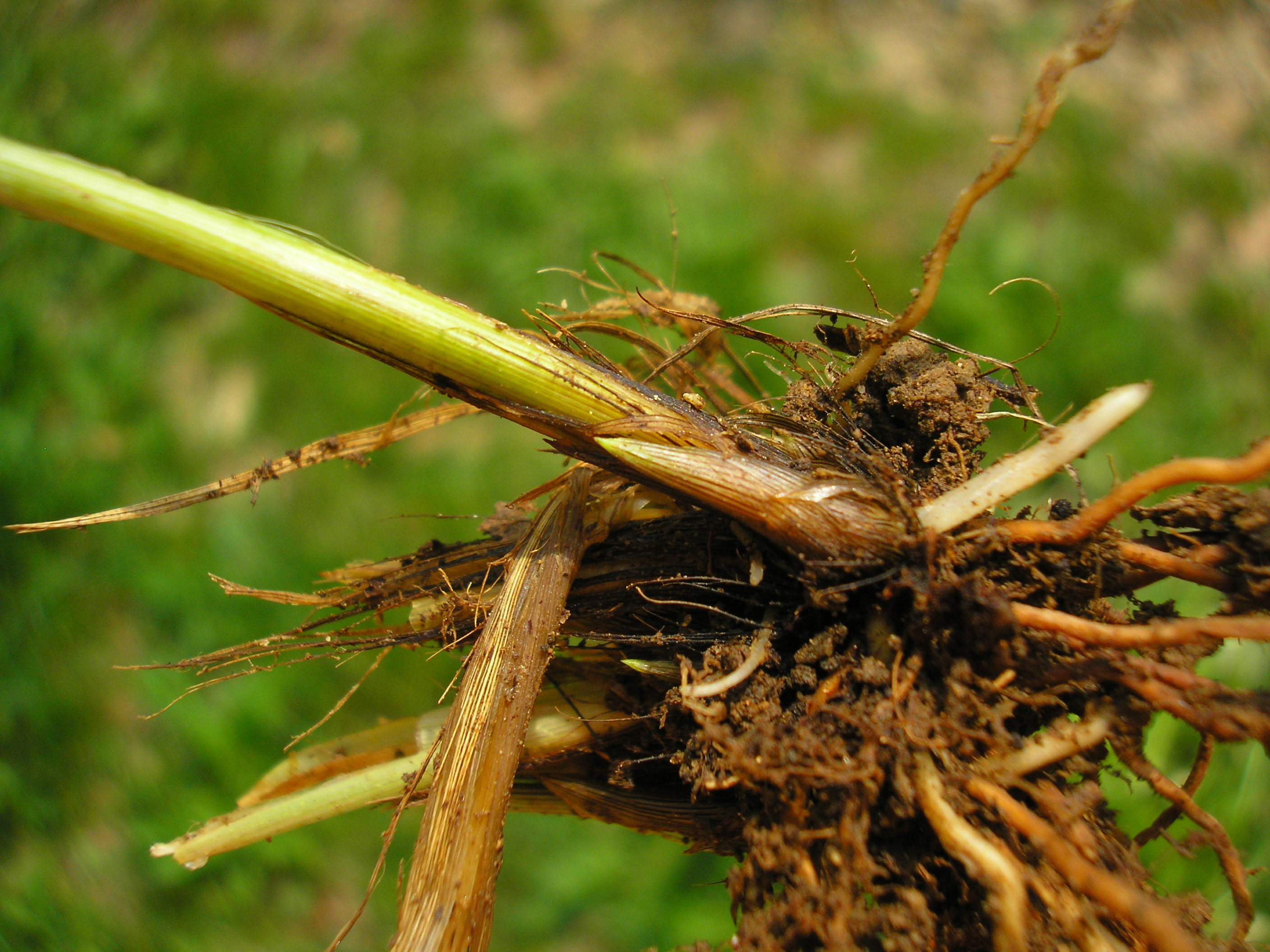
Onderste schutbladeren
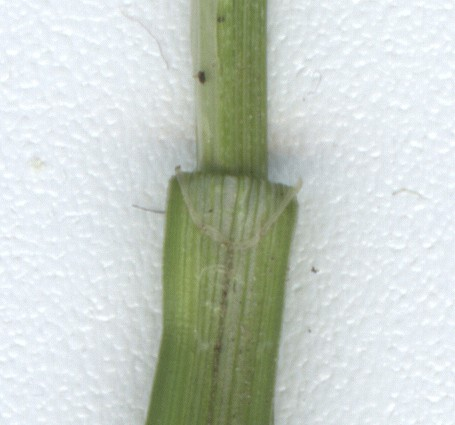
Tongetje